# 나만이 없는 거리
《나만이 없는 거리》(일본어: 僕だけがいない街 보쿠다케가 이나이 마치[*])는 산베 케이에 의한 일본의 만화 작품이다. 《영 에이스》(KADOKAWA)에서 2012년 7월호부터 2016년 4월호까지 연재되었다. 《이 만화가 대단하다! 2014》 남성편 제15위. 《만화대상 2014》 제2위.
원작과는 다른 시점(視點)으로 그려진 소설 "나만이 없는 거리 Another Record"(저자: 니노마에 하지메)가 전자 서적 잡지 "문예 가도카와"(KADOKAWA)에서 2015년 11월호부터 연재 개시한 것 외에도 2016년 1월부터 3월까지 TV 애니메이션이 방영되었다. 또, 같은 해 3월에 실사 영화가 공개되었다.

## 줄거리
2006년, 지바시에 살고 있는 만화가 후지누마 사토루는 생명을 위협하는 사건이 발생하기 직전의 시간으로 의식을 되돌려 사건 이 다시 발생하지 않도록 하는 "리바이벌"이라는 비자발적 능력을 가지고 있다. 어느날 그의 어머니가 자신의 집에서 정체불명의 가해자에게 살해당했을 때 사토루는 18년 전 과거로 보내진다.

## 등장인물

### 주요 인물
후지누마 사토루
성우 - 미츠시마 신노스케(성인), 츠치야 타오(초등학생)
주인공. 홋카이도 출신. 1977년 3월 2일생.
히나즈키 카요
성우 - 유우키 아오이
카타기리 아이리
성우 - 아카사키 치나츠
후지누마 사치코
성우 - 타카야마 미나미
시라토리 준
성우 - 미즈시마 타카히로
코바야시 켄야
성우 - 타이치 요(10세), 에모토 타스쿠(26세)
야시로 가쿠
성우 - 미야모토 미츠루
스기타 히로미
성우 - 키토 아카리(10세), 타마루 아츠시(26세)

### 초등학교의 학생
카즈
성우 - 키쿠치 유키토시
오사무
성우 - 나나세 아야카
야나기하라 미사토
성우 - 키노 히나
하마다 코이치
성우 - 요시다 아사미
나카니시 아야
성우 - 카네코 사야카

### 그 외의 등장인물
타카하시
성우 - 타케우치 에이지
사와다 마코토
성우 - 오카와 토루
히나즈키 아케미
성우 - 오카무라 아케미
키타무라
성우 - 하마다 켄지
키타마루 쿠미
성우 - 우야마 레이카
스기타 미라이
성우 - 유우키 아오이

## 서적 정보
- 산베 케이 "나만이 없는 거리"(僕だけがいない街) 카도카와 쇼텐〈카도카와 코믹스 에이스〉, 전 9권
  1. 2013년 1월 25일 ISBN 978-4-04-120557-0
  2. 2013년 5월 31일 ISBN 978-4-04-120701-7
  3. 2013년 12월 4일 ISBN 978-4-04-120911-0
  4. 2014년 6월 2일 ISBN 978-4-04-120911-0
  5. 2014년 12월 26일 ISBN 978-4-04-101743-2
  6. 2015년 7월 4일 ISBN 978-4-04-103134-6
  7. 2015년 12월 26일 ISBN 978-4-04-103675-4
  8. 2016년 5월 2일 ISBN 978-4-04-103915-1
  9. 2017년 2월 4일 ISBN 978-4-04-104879-5

## 애니메이션
2016년 1월부터 3월까지, 후지 TV "노이타미나" 또는 그외에서 방영되었다.

### 스태프
- 원작 - 산베 케이
- 감독 - 이토 토모히코
- 시리즈 구성 - 키시모토 타쿠
- 캐릭터 디자인 - 사사키 케이고
- 프롭 디자인 - 요코타 마사후미
- 감독 조수 - 이시이 토시마사
- 미술 감독 - 사토 마사루
- 미술 설정 - 하세가와 히로유키
- 색채 설계 - 사사키 아즈사
- 촬영 감독 - 아오시마 토시아키
- CG 감독 - 나스 신지
- 편집 - 니시야마 시게루
- 음향 감독 - 이와나미 요시카즈
- 음악 - 카지우라 유키
- 음악 제작 - 애니플렉스, 후지퍼시픽 뮤직
- 치프 프로듀서 - 이와카미 아츠히로, 마츠자키 요코
- 프로듀서 - 스즈키 켄타, 마츠오 타쿠
- 애니메이션 프로듀서 - 카베 나루미
- 애니메이션 제작 - A-1 Pictures
- 제작 - 애니 보쿠마치 제작위원회(애니플렉스, 후지 텔레비전, KADOKAWA, 간사이 텔레비전 방송, 쿄라쿠 산업 홀딩스, 덴쓰, 로손, 씨원, 크리스마스홀리, 카네츠 인베스트먼트)

### 주제가
오프닝 테마 「Re:Re:」
작사 - 고토 마사후미 / 작곡 - 고토 마사후미・야마다 타카히로 / 편곡・노래 - ASIAN KUNG-FU GENERATION
제 1화에서는 엔딩 테마로 사용되었다.
엔딩 테마 「그것은 작은 빛과 같은」(それは小さな光のような)
작사・작곡 - 카지우라 유키 / 편곡 - 에구치 료우 / 노래 - 사유리
제 1화에서는 미사용.

### 각화 리스트
| 화수   | 일본어 부제 | 번역 부제 | 각본                    | 그림 콘티                 | 연출                      | 작화감독 |
| ------ | ----------- | --------- | ----------------------- | ------------------------- | ------------------------- | --- |
| 제1화  | 走馬灯      | 주마등    | 키시모토 타쿠(岸本卓)   | 이토 토모히코(伊藤智彦)   | 이토 토모히코(伊藤智彦)   | 사사키 케이고(佐々木啓悟)                                                                                             |
| 제2화  | 掌          | 손바닥    | 키시모토 타쿠(岸本卓)   | 이시이 토시마사(石井俊匡) | 이시이 토시마사(石井俊匡) | 이토 키미노리(伊藤公規)                                                                                               |
| 제3화  | 痣          | 멍        | 야스나가 유타카(安永豊) | 시카마 타카히로(鹿間貴裕) | 시카마 타카히로(鹿間貴裕) | 시카마 타카히로(鹿間貴裕)                                                                                             |
| 제4화  | 達成        | 달성      | 키시모토 타쿠           | 와타다 신야(綿田慎也)     | 와타다 신야(綿田慎也)     | 요코타 타다시(横田匡史)                                                                                               |
| 제5화  | 逃亡        | 도망      | 야스나가 유타카         | 히라카와 테츠오(平川哲生) | 호시노 마코토(星野真)     | 아라이 히로토시(新井博慧)                                                                                             |
| 제6화  | 死神        | 사신      | 키시모토 타쿠           | 모리 다이키(森大貴)       | 모리 다이키(森大貴)       | 야마나 히데카즈(山名秀和)                                                                                             |
| 제7화  | 暴走        | 폭주      | 야스나가 유타카         | 에자키 신페이(江崎慎平)   | 이시이 토시마사           | 오노다 타카시(小野田貴之)                                                                                             |
| 제8화  | 螺旋        | 나선      | 야스나가 유타카         | 코사야(こさや)            | 코사야(こさや)            | 후루스미 치아키(古住千秋)                                                                                             |
| 제9화  | 終幕        | 종막      | 키시모토 타쿠           | 이토 토모히코(伊藤智彦)   | 이토 토모히코(伊藤智彦)   | 사사키 케이고 요코타 타다시 야마나 히데카즈 토다니 마사쿠니(戸谷賢都) 아키즈키 아야(秋月彩) 후루스미 치아키(古住千秋) |
| 제10화 | 歓喜        | 환희      | 키시모토 타쿠           | 시카마 타카히로(鹿間貴裕) | 시카마 타카히로(鹿間貴裕) | 마에다 가쿠시(前田学史)                                                                                               |
| 제11화 | 未来        | 미래      | 키시모토 타쿠           | 에자키 신페이             | 호시노 마코토             | 이토 키미노리 스기사키 유카(杉崎由佳)                                                                                 |
| 제12화 | 宝物        | 보물      | 키시모토 타쿠           | 이시이 토시마사           | 이시이 토시마사           | 사사키 케이고 요코타 타다시                                                                                           |

### BD / DVD
| 권 | 발매일          | 수록화           | 규격품번      | 규격품번      |
| 권 | 발매일          | 수록화           | BD            | DVD           |
| -- | --------------- | ---------------- | ------------- | ------------- |
| 上 | 2016년 3월 23일 | 제 1화 - 제 6화  | ANZX-12041〜4 | ANZB-12041〜4 |
| 下 | 2016년 6월 22일 | 제 7화 - 제 12화 | ANZX-12045〜8 | ANZB-12045〜8 |

### 웹 라디오
d아니메스토어 presents 「나만이 없는 거리」 츠치야 타오×이토 토모히코 감독 스페셜 WEB 라디오!
2016년 1월 14일부터 d아니메스토어에서 방송. 격주 목요일 정오 갱신. 진행자는 츠지야 타오(후지누마 사토루 역), 이토 토모히코(감독).
| 후지 TV 노이타미나 | 후지 TV 노이타미나 | 후지 TV 노이타미나 |
| 이전 작품          | 작품명             | 다음 작품          |
| ------------------ | ------------------ | ------------------ |
| 모든 것이 F가 된다 | 나만이 없는 거리   | 갑철성의 카바네리  |

## 텔레비전 드라마
2017년 12월 15일, Netflix에서 세계 190개국 대상으로 공개되었다.

### 캐스트 (드라마)
- 후지누마 사토루 - 후루카와 유키(아역: 우치카와 레오)
- 카타기리 아이리 - 유키 미오
- 히나즈키 카요 - 카키하라 린카
- 히나즈키 아케미 - 에구치 노리코
- 야시로 가쿠 - 토츠기 시게유키
- 고바야시 켄야 - 시라스 진
- 사와다 마코토 - 마시마 히데카즈
- 후지누마 사치코 - 쿠로타니 토모카

### 스탭 (드라마)
- 원작 - 산베 케이
- 감독 - 시모야마 텐